# Полиприоновые
Полиприоновые (лат. Polyprionidae) — семейство морских лучепёрых рыб отряда окунеобразных (Perciformes). Распространены в тропических и умеренных водах всех океанов.

## Описание
Максимальная длина тела представителей разных видов варьирует от 160 до 250 см. Верхний край жаберной крышки с горизонтальным гребнем, который оканчивается коротким шипом. В спинном плавнике 11—12 сильных колючих и 11—12 мягких лучей. Боковая линия полная.

## Классификация
В состав семейства включают 2 рода с 4 видами:
- Род Polyprion Oken, 1817 — Полиприоны
  - Вид Polyprion americanus (Bloch & Schneider, 1801) — Американский полиприон, или бурый каменный окунь
  - Вид Polyprion oxygeneios (Schneider & Forster, 1801) — Полиприон-апуку
- Род Stereolepis Ayres, 1859 — Гигантские окуни
  - Вид Stereolepis gigas Ayres, 1859 — Гигантский морской окунь
  - Вид Stereolepis doederleini Lindberg & Krasyukova, 1969